# Regione Metropolitana di São Luís
Regione Metropolitana di São Luís è l'Area metropolitana di São Luís dello Stato del Maranhão in Brasile.

## Comuni
Comprende 8 comuni:
- Alcântara
- Bacabeira
- Paço do Lumiar
- Raposa
- Rosário
- Santa Rita
- São José de Ribamar
- São Luís